# 에이미 하그리브스
에이미 하그리브스(영어: Amy Hargreaves, 1970년 1월 27일 ~ )는 미국의 여자 배우이다.

## 출연 작품
- 시스터 에이미 (2018)
- 슈퍼 다크 타임즈 (2017)
- 원더스트럭 (2017)
- 하우 히 펠 인 러브 (2015)
- 더 프레피 커넥션 (2015)
- 쉘터 (2014)
- 블루 루인 (2013)
- 셰임 (2011)
- 오프스프링 (2009)
- 마지막여행 (2009)
- 마이클 클레이튼 (2007)
- 내가 찍은 그녀는 최고의 슈퍼스타 (2006)
- 브레인스캔 (1994)